# 羅布斯 (伊利諾伊州)
羅布斯（英語：Robbs）是位於美國伊利諾伊州波普縣的一個非建制地區。該地的面積和人口皆未知。

## 地理
羅布斯的座標為37°27′32″N 88°41′59″W / 37.45889°N 88.69972°W，而該地的平均海拔高度為138米（即453英尺）。